# Abschnittsleiter
Abschnittsleiter fue un rango político en el Partido Nacionalsocialista, entre 1939 y 1945 que reemplazó al antiguo ortsgruppenleiter. Tenía tres categorías (abschnittsleiter, oberabschnittsleiter, y hauptabschnittsleiter). Fue utilizado como rango administrativo en los distritos, regionales y nacionales del partido.